# Lassie Lou Ahern
Lassie Lou Ahern (Los Angeles, Kalifornia, 1920. június 25. – Prescott, Arizona, 2018. február 15.) amerikai színésznő.

## Filmjei
- Call of the Wild (1923)
- Derby Day (1923, rövidfilm)
- That Oriental Game (1924, rövidfilm)
- The Fortieth Door (1924)
- Going to Congress (1924, rövidfilm)
- Cradle Robbers (1924, rövidfilm)
- Jubilo, Jr. (1924, rövidfilm)
- Sweet Daddy (1924, rövidfilm)
- The Sun Down Limited (1924, rövidfilm)
- Fast Company (1924, rövidfilm)
- Robes of Sin (1924)
- Excuse Me (1925)
- The Family Entrance (1925, rövidfilm)
- Webs of Steel (1925)
- The Lost Express (1925)
- Hell’s Highroad (1925)
- The Dark Angel (1925)
- Thank You (1925)
- His Wooden Wedding (1926, rövidfilm)
- Thundering Fleas (1926, rövidfilm)
- Surrender (1927)
- The Forbidden Woman (1927)
- Tamás bátya kunyhója (Uncle Tom’s Cabin) (1927)
- Little Mickey Grogan (1928)
- City of Missing Girls (1941)
- Mister Big (1943)
- Top Man (1943)
- Gázláng (Gaslight) (1944)
- Patrick the Great (1945)
- Love, American Style (1973, tv-sorozat, egy epizódban)
- A bűvész (The Magician) (1974, tv-sorozat, egy epizódban)
- The Odd Couple (1974, tv-sorozat, egy epizódban)
- Petrocelli (1975, tv-sorozat, egy epizódban)

## További információ
- Lassie Lou Ahern az Internet Movie Database-ben (angolul)
- Lassie Lou Ahern a Rotten Tomatoeson (angolul)